# Resolució 663 del Consell de Seguretat de les Nacions Unides
La Resolució 663 del Consell de Seguretat de les Nacions Unides, aprovada per unanimitat el 14 d'agost de 1990, després d'examinar la sol·licitud del Principat de Liechtenstein per ser membre de les Nacions Unides, el Consell va recomanar a l'Assemblea General que Liechtenstein fos admès.